# Cumann na mBan
Cumann na mBan (doslovný překlad Ženská rada, v angličtině obvykle uváděno jako The Irishwomen's Council) byla irská republikánská ženská polovojenská organizace, která vznikla v Dublinu 2. dubna 1914. V roce 1916 se stala pomocnou organizací Irských dobrovolníků, později byla podřízena Irské republikánské armádě. Organizace sehrála důležitou roli ve velikonočním povstání roku 1916 a v irské válce za nezávislost, jež vypukla roku 1919. Posléze se postavila proti mírové smlouvě z roku 1921, takže byla v roce 1923 prohlášena vládou irského svobodného státu za ilegální organizaci. To se změnilo až v roce 1932, kdy se dostala k moci strana Fianna Fáil. Během pozdějších rozkolů v republikánském hnutí podporovala Cumann na mBan v roce 1969 prozatímní Sinn Féin a v roce 1986 republikánskou Sinn Féin. Ke hlavním osobnostem rané fáze vývoje organizace patřila Constance Markieviczová.